# ジェリー・コッブ
ジェリー・コッブ(Jerrie Cobb)ことジェラルディン・M・コッブ（Geraldyn M. Cobb、1931年3月5日 - 2019年3月18日）は、アメリカ合衆国の女性飛行機操縦士である。
非公式ながらマーキュリー計画の男性宇宙飛行士と同じ試験を受けて合格した13人の女性「マーキュリー13」のうちの一人である。コッブは、マーキュリー13の中で最初に試験を受けた。しかし、マーキュリー13の女性たちは宇宙飛行士になれなかった。

## 若年期
1931年3月5日にオクラホマ州ノーマンで生まれた。父はウィリアム・H・コッブ中佐である。生まれて数週間後、母方の祖父のユリシーズ・S・ストーンが下院議員を務めていたワシントンD.C.に移った。祖父が落選したことにより、一家はオクラホマ州に戻り、祖父と父は自動車のセールスマンとして働き出した。アメリカが第二次世界大戦に参戦すると、一家はテキサス州ウィチタ・フォールズに移り、父は州兵の部隊に参加した。コロラド州デンバーに移った後、第二次世界大戦後はオクラホマ州に戻り、そこで幼少期の大半を過ごした。
コッブは、空軍パイロットだった父の影響もあり、幼い頃から飛行機に親しんでいた。12歳のとき、父が保有するウェイコの1936年製のオープン・コックピットの複葉機で、初めて飛行機を操縦した。16歳のときには、パイパー J-3カブに乗ってグレートプレーンズで曲芸飛行をし、サーカスの興行の宣伝のビラを撒いていた。夜はカブの翼の下で眠り、人を載せて燃料代を出してもらいながら飛行の練習をしていた。オクラホマシティのクラッセン高校に在籍していた17歳のときに、事業用操縦士の免許を取得した。その1年後には事業用操縦士の免許を取得した。1948年、オクラホマ女子大学に1年間だけ通った。

## キャリア
17歳で自家用操縦士の免許を取得し、18歳の誕生日に事業用操縦士の免許を取得した。性差別や、戦争が終了して多くの有能な男性パイロットが戻ってきたことにより、普通の飛行機操縦士の仕事に就くことができず、パイプラインの警備や農薬の空中散布など、あまり人がやりたがらない飛行機関連の仕事を引き受けた。その後、双発機、計器飛行、飛行教官、地上教官の資格を取得し、航空輸送免許も取得した。
21歳のときには、世界各国の空軍向けに軍用の戦闘機や4発爆撃機の納入飛行を行っていた。
コッブは、20代のときに3つの航空記録を打ち立てた。1959年の長距離無着陸飛行の世界記録、1959年の軽飛行機の世界速度記録、1960年の軽量飛行機による37,010フィート（11,280メートル）の世界高度記録である。世界最大の航空ショーであるパリ航空ショーに女性として初めて参加し、「パイロット・オブ・ザ・イヤー」に選ばれ、「アメリア・イアハート・ゴールド・メダル・オブ・アチーブメント」を授与された。『ライフ』誌の「アメリカで最も重要な若者100人」で9人の女性の一人に選ばれた。
第二次世界大戦終戦後に余剰となったフェアチャイルド PT-23を購入する資金を貯めるために、女子ソフトボールのセミプロチームのオクラホマシティ・クイーンズで選手をしていたこともある。
1959年、28歳のコッブは、自身が世界記録達成に使用した航空機「エアロコマンダー」を製造していたエアロ・デザイン・アンド・エンジニアリング社のパイロット兼マネージャーとなり、航空業界では数少ない女性役員の一人となった。1960年までに生涯飛行時間は7千時間に達した。
1960年11月、アメリカン航空のマーケティング部門は、ロッキード L-188の墜落事故が相次いだことから、同機が女性の間で評判が悪く、同機を主力機としている同社の予約に影響を与えていることを確認した。当時、アメリカン航空には女性パイロットがいなかった。そこでアメリカン航空はコッブを招き、4時間のテスト飛行を行った。コッブは、ターボプロップ機をこのとき初めて操縦した。
1961年5月、NASA長官のジェームズ・ウェッブは、コッブをNASAの宇宙計画のコンサルタントに任命した。

## マーキュリー13

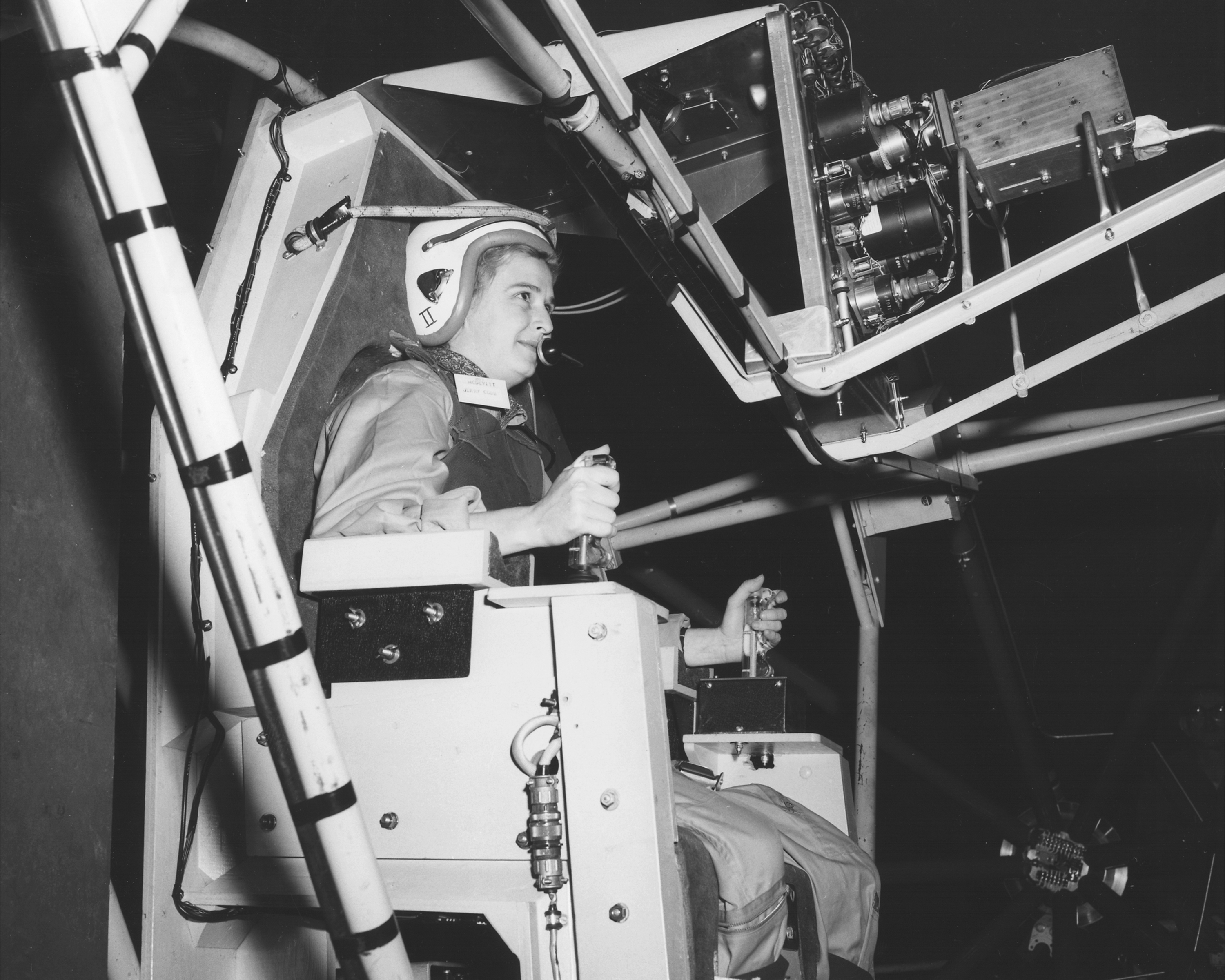
オハイオ州のルイス研究センターにある多軸宇宙試験慣性設備(MASTIF)を操作するコッブ。この試験は、回転している宇宙船の制御をシミュレートするもので、マーキュリー13の女性たちが宇宙飛行の資格を得るために行った多くの試験の1つである。

コッブは、マーキュリー計画の7人の男性宇宙飛行士（マーキュリー・セブン）を選抜する際に用いられた3段階の身体的・心理的評価を全てクリアした。しかし、これはNASAの公式のものではなかったため、アメリカ合衆国議会で女性を宇宙飛行士プログラムに参加させることへの支持を集めることはできなかった。当時、コッブは64種類のプロペラ機を操縦したことがあったが、ジェット戦闘機は後部座席に1回に乗っただけだった。NASAの歴史家はこう書いている。
宇宙飛行はできなかったが、コッブは、他の24人の女性とともに、宇宙飛行士の訓練生になるかもしれないという思いで、マーキュリー計画の宇宙飛行士と同様の身体検査を受けた。「第一期女性宇宙飛行士訓練生」(FLATs)と呼ばれるこのプログラムに参加した女性たちは、全員が優れた飛行機パイロットだった。マーキュリー計画の公式の健康診断を行っていたNASAの科学者、ランディ・ラブレス博士が、NASAの正式な許可を得ずに自分の病院で試験を行った。コッブは全ての試験に合格し、男女の宇宙飛行士候補者の中で上位2%の成績を収めた。
1962年、コッブはアメリカ合衆国議会の公聴会「宇宙飛行士選抜特別小委員会」に招聘され、女性宇宙飛行士についての証言を行った。宇宙飛行士のジョン・グレンは公聴会で、「男性は戦争に行き、飛行機を飛ばす」「女性がこの分野にいないのは、私たちの社会秩序の事実である」と述べた。そのわずか数か月後、ソビエト連邦は世界初の女性宇宙飛行士、ワレンチナ・テレシコワを送り込んだ。帰還後、テレシコワはコッブの信仰心を嘲笑しつつも、コッブが遭遇した性差別に共感し、次のように述べた。「彼ら（アメリカの指導者たち）はことあるごとに民主主義を叫び、同時に女性を宇宙に出さないと発表しています。これは公然の不平等です」。
コッブは、ジェーン・ブリッグス・ハートらマーキュリー13の参加者とともに、女性も男性と一緒に宇宙飛行士の訓練を受けることができるように働きかけを続けていた。しかし、当時のNASAの宇宙飛行士プログラムへの参加条件は、軍のテストパイロットであり、軍の高速テスト飛行の経験があり、いざというときに操縦を引き継ぐことができる工学的素養があるということだった。当時、軍のテストパイロットは全員が男性だったので、女性は事実上除外されていた。リンドン・ジョンソン副大統領の秘書のリズ・カーペンターは、NASA長官ジェームズ・ウェッブにこの条件を疑問視する手紙を書いた。しかし、ジョンソンはその手紙を送らず、代わりに「直ちにこれ（女性の宇宙飛行士訓練への参加の検討）をやめさせろ!」(Let's stop this now!)という手紙を送った。

## その後
コッブはその後、30年以上にわたって南米で宣教活動を行い、先住民族への物資輸送などの人道的な目的の飛行を行うとともに、遠隔地への新しい航空路の調査を行った。コブは危険なアンデス山脈やアマゾン熱帯雨林を横断する新しい航空路を開拓し、自分で作成した地図を使って、アメリカよりも広い未開の地を飛行した。コッブは、ブラジル、コロンビア、エクアドル、フランス、ペルーの各政府から表彰された。1981年には、その人道的活動が評価され、ノーベル平和賞にノミネートされた。
1999年、全米女性組織は、ジョン・グレンが行ったような、加齢の影響を調査するためにコッブを宇宙に送るキャンペーンを行ったが、失敗に終わった。ジョン・グレンの宇宙飛行の主な目的は、微小重力環境が高齢者の体に与える影響を観察することだった。具体的には、無重力状態が高齢者の体のバランスや代謝、血流などに良い影響を与えるかどうかを観察しようとした。コッブは、男性に見られる効果が女性にも見られるかどうかを調べるためには、高齢の女性を宇宙飛行させる必要があると考えた。67歳のとき、かつてジョン・グレンと同じ試験に合格したコッブは、宇宙飛行に参加する機会を求めてNASAに嘆願したが、NASAは「今後の打ち上げに高齢者を参加させる予定はない」として却下した。当時の飛行機飛行士や宇宙飛行士の多くは、NASAが数年前に犯した過ちを正すためのチャンスをNASAが自ら逃してしまったと考えた。コッブは、宇宙飛行という究極の目標を達成することはできなかったが、後に続く女性たちの道を切り開いた。
コッブは、ハーモン・トロフィーや国際宇宙飛行士連盟のゴールド・ウィング賞など、数多くの航空関連の栄誉賞を受賞した。
88歳の誕生日から13日後の2019年3月18日、コブはフロリダ州の自宅で亡くなった。

## 大衆文化において
ローレル・オルスティンの2017年の戯曲"They Promised Her the Moon"は、ジェリー・コッブが宇宙飛行士になるために奮闘する物語である。
2019年のAppleTV＋のドラマシリーズ『フォー・オール・マンカインド』では、ジェリー・コッブをモデルにしたキャラクター「モリー・コッブ」(Molly Cobb)をソーニャ・ヴァルゲルが演じており、劇中において人類史上初の女性宇宙飛行士としてアポロ15号で月面着陸を果たす。シーズン1の第4話「プライムクルー」は「ジェリー・コッブの思い出に捧げる」としている。
2020年のDisney+のテレビドラマ『マーキュリー・セブン』(The Right Stuff)では、メイミー・ガマーがコッブの役を演じている。

## 受賞
- アメリア・イアハート・ゴールド・メダル・オブ・アチーブメント
- 全米操縦士協会のパイロット・オブ・ザ・イヤー
- ゴールデン・ウイング（国際航空連盟） - アメリカ人としては4人目
- 1962年、ゴールデンプレート賞（アカデミー・オブ・アチーブメント）[27]
- 1973年、ハーモン・トロフィー[28][29] - ホワイトハウスで行われたセレモニーで、リチャード・ニクソン大統領から「世界最高の女性パイロット」と評される
- オクラホマ州の殿堂（英語版） - 「アメリカ合衆国で最も優秀な女性パイロット」として
- パイオニア・ウーマン賞 - アマゾンのジャングルを飛び回り、原始的なインディアン部族に奉仕した「勇気あるフロンティア・スピリット」に対して
- 1979年、ビショップ・ライト航空産業賞 - 「近代航空への人道的貢献」に対して[30]
- 2000年、"Women in Aviation International Pioneer Hall of Fame "に殿堂入り[31]
- 2007年、ウィスコンシン大学オシュコシュ校より名誉科学博士号授与[32]。
- 2012年 全米航空殿堂（英語版）に殿堂入り[20]。